# 용감한 스코틀랜드
용감한 스코틀랜드(Scotland the Brave)는 스코틀랜드의 비공식 국가로 사용되는 행진곡이다.

## 같이 보기
- 스코틀랜드의 국가